# Ljudet av ett annat hjärta/En samling
Ljudet av ett annat hjärta/En samling släpptes den 10 september 1997 och är ett samlingsalbum av den svenska popgruppen Gyllene Tider.

## Låtlista
1. Skicka ett vykort, älskling - 2:30
2. Revolver upp - 2:28
3. (Dansar inte lika bra som) sjömän - 2:32
4. Ska vi älska så ska vi älska till Buddy Holly - 3:44
5. Marie i växeln (Switchboard Susan) - 3:42
6. Det hjärta som brinner - 3:00
7. Du spelar svår att nå - 2:42
8. Chrissie, hur mår du? - 3:31
9. Kärleken är inte blind (men ganska närsynt) - 3:47
10. Ljudet av ett annat hjärta - 3:50
11. Teena - 6:05
12. (Hon vill ha) puls - 3:24
13. Kustvägen söderut - 2:40
14. Vandrar i ett sommarregn - 4:41
15. Händerna - 2:57